# 古培镇
古培镇，中华人民共和国湖南省岳阳市汨罗市下属的一个镇，位于汨罗市中部。京广铁路经过镇区。

## 建制沿革
- 1956年，设大众乡；
- 1958年，属大众公社，后改白水公社；
- 1961年，分设古培公社；
- 1965年，大众公社并入；
- 1980年，分为古培公社与大众公社；
- 1995年，古培公社与大众公社合并改置古培镇。

## 行政区划
古培镇下辖22个行政村：
明月村、于临村、杨柳村、石牛村、黄塘村、大兴村、水口村、关山村、大同村、新合村、古培村、东港村、月星村、培塘村、万福村、俞家村、大众村、三合村、课功村、雨坛村、栗桥村和三港村。

## 交通
- 京广铁路：古培塘站